# Michael Dapaah
Michael Dapaah (n. 10 august 1991, Londra, Anglia, Regatul Unit), cunoscut sub numele de scenă Big Shaq, este un rapper și comediant britanic din Londra, cu origini ghaneze, cunoscut pentru hit-urile sale Man’s not hot și Man don’t dance.